# 拡張新字体
拡張新字体（かくちょうしんじたい）とは、常用漢字字体表（または当用漢字字体表）で採用されている通用字体の略し方を、漢字表にない漢字（表外字）にも及ぼした字体のことである。

## 漢字表の新字体
1949年に当用漢字字体表（1850字）が告示された際、標準字体として略字体が多く採用された。例えば、「學」「國」「體」は「学」「国」「体」となった。その後、1981年に常用漢字表（1945字）が告示され、新たに加わった字にも略字体が採用されたものがあった。例えば、「罐」「螢」「龍」は「缶」「蛍」「竜」となった。なお、当用漢字字体表で標準字体であった「燈」が常用漢字表で「灯」に改められている。常用漢字表が告示された時点で、新字体に改められた旧字体（正字体）の総数は357字（「辨」「瓣」「辯」が「弁」に統合されたため、新字体の数としては355字）となった。
ところが略字体が採用された結果、同じ構成要素を共有する漢字が一方は表内字であるため略字体となり一方は表外字であるため略字体にならないという不統一が起こった。たとえば「賣」「續」「讀」は表内字であるため「売」「続」「読」と書かれるようになったが、「贖」「犢」「牘」は表外字であるため旁の部分を「売」にしない。これは新字体の指定を1字ごとに行うことによって必然的に生じる問題であるとされる。なお、中華人民共和国の簡体字では、元来1字ごとではなく構成要素単位の簡略化としていたが、通用規範漢字表の制定に伴い一対一対応の簡略化となり、新字体と同様に同表に収録されていない漢字の簡略化可否が不明確になった。

## 拡張新字体の誕生
朝日新聞では1950年代に、表内字で略されている部分は表外字でも略す文字集合（朝日文字）を採用した。たとえば「贖」「犢」「牘」の旁は「賣」ではなく「売」になっている。これが、社会的な影響力を持った拡張新字体の最初の例である。
拡張新字体という用語は、『標準 校正必携 第三版』（1973年、日本エディタースクール出版部）で用いられたとされる。
その後、拡張新字体はいわゆるJIS漢字にも現れた。最初の1978年のJIS C 6226-1978（旧JIS）では、「嘘（噓）」「叛（叛）」など少数の表外字（10字程度）に略字体が採用されていた。
JIS漢字の拡張新字体が一般の関心を集めたのは、1983年制定のJIS X 0208:1983（新JIS）においてであった。ここで、旧JISにおいて正字体で登録されていた表外字のうち「鴎（鷗）」「涜（瀆）」「溌（潑）」「逢（逢）」「飴（飴）」などを含む299字（または「曽（曾）」「訛」を加えた301字）の字体を改めて略字体が採用された。当時、表外字が略字体で印刷されることは一般的でなかったためインパクトが大きかった。このうち特に「鴎」が、「森鷗外の鷗」として盛んに取り沙汰された。
一方、同じ文字集合に含まれながら正字体のままとなっている字も、表外字の大多数として依然残った（たとえば朝日文字の例で挙げた「贖」「牘」や、「殫」「鸛」など）。また、「䋇（繹）」「㪘（斂）」「㸿（犢）」等の拡張新字体があり、これらはいずれもUnicodeには収録されているが、現行のJISには含まれない。
| 正字 | 拡張 | 説明 |
| ---- | ---- | --- |
| 鷽   | 鴬   | 「鷽」（ウソ）と「鶯」（ウグイス）は全く別の鳥であるが、拡張新字体では同字になる（ただし、一般的には鴬は鶯の拡張新字体として用いられることが多い）。 中国の簡体字では「鸴（鷽）」「莺（鶯）」となっている。 |
| 鶯   | 鴬   | 「鷽」（ウソ）と「鶯」（ウグイス）は全く別の鳥であるが、拡張新字体では同字になる（ただし、一般的には鴬は鶯の拡張新字体として用いられることが多い）。 中国の簡体字では「鸴（鷽）」「莺（鶯）」となっている。 |
| 攪   | 撹   | 「表外漢字字体表」では「攪」を印刷標準字体とし、「撹」を簡易慣用字体とした。 |
| 摑   | 掴   | |
| 簞   | 箪   | |
| 瀆   | 涜   | |
| 儘   | 侭   | 中国の簡体字は「尽」（「盡」の簡体字と同じ）。 |
| 藪   | 薮   | |
| 蠅   | 蝿   | |

## 拡張新字体の縮小
1990年制定のJIS X 0212（補助漢字）では「鴎」「涜」「溌」など、それまでの拡張新字体に加えて正字体の「鷗」「瀆」「潑」などが増補された。しかし当時のパソコンやワープロ専用機においては文字コードにShift_JISが普及していたためJIS X 0208と併用できず、ほとんど使用されなかった。1992年の国語審議会でも、依然として「ワープロによって違った字体が出てきて困った経験がある。統一してほしい」などの意見が出た。
2000年2月のJIS X 0213:2000（新拡張JISコード）ではShift_JISエンコーディングで利用可能な拡張を行い、「鷗」「瀆」「潑」などの正字体をこの部分に「復活」して問題の解決を図った。
2000年12月、国語審議会は「表外漢字字体表」を答申し印刷字体の標準を示した。この表において、常用漢字表以外の漢字では拡張新字体を用いない方向を鮮明にした。このことは、拡張新字体の縮小に向かう流れを加速させた（但し表外漢字字体表でも「讃」の字体が採用され、「賛」の正字である「贊」を構成要素に持つ「讚」は採用されなかったこと等の例外はある）。
2004年のJIS X 0213:2004（改正新拡張JISコード）では例示字形を変更し、表外字の「一点しんにょう」を「二点しんにょう」にするなど「表外漢字字体表」を踏まえる形で点の有無や向きなどの細かい修正を施した。2007年1月発売のOS「Windows Vista」は、付属フォント（「MS ゴシック」系・「MS 明朝」系の更新版および新たに追加された「メイリオ」）においてこの例示字形に準じた。結果として人名の「辻」を以前のOSで一点しんにょうのつもりで入力したデータが、新しいOSで出力した際に二点しんにょうとして表示されるなどの混乱も起こった。
朝日新聞社でも2007年1月に朝日文字を改め、「表外漢字字体表」を踏まえた字体を用いるようになった。

## 現状
現在、簡略化への要求が薄い背景として略字よりも正字が標準と考えられている一般的状況がある。また書字習慣の面でも手書きよりコンピューターで文字を扱う機会が多くなり、字体の繁簡が書字能率にあまり影響しなくなったことも挙げられる。
- 2010年に常用漢字表が改定された際に新たに追加された漢字の中には、「箋」「捗」「剥」のような複数の字体を持つものが少なくない。
- 日本漢字能力検定では、拡張新字体を用いて回答することが認められている（検定で正答となる異体字の範囲は漢検協会が独自に定め公開している）。これは従来は表外字が出題されうる準1級以上の試験でのみ認められていることであったが、上に述べた常用漢字表改定を受けて、現在では2級以下の試験でも一部の漢字については認められるようになっている。
- 奈良県葛城市の「葛」は拡張新字体である。